# Incursiones ucranianas en la desembocadura del Dniéper
Las Incursiones ucranianas en la desembocadura del Dniéper se refiere a las operaciones que las Fuerzas Armadas de Ucrania llevan a cabo en la recta final del Dniéper, para intentar tomar territorio bajo ocupación militar rusa en los óblasts de Jersón y Nicolaiev.

## Trasfondo
Funcionarios ucranianos estimaron que la mitad de los soldados rusos se habían retirado a través del Dniéper en la tarde del 10 de noviembre. En la madrugada del 11 de noviembre, se vio a soldados de infantería rusos cruzando un puente de pontones hacia la costa este. La armadura y las columnas ucranianas se acercaron a Jersón propiamente dicho mientras pasaban por varios pueblos, aldeas y suburbios. Mientras las tropas rusas se retiraban cruzando el río Dniéper, las tropas ucranianas se adentraron más en el Óblast de Jersón y sus alrededores.
Más tarde ese día, las fuerzas ucranianas liberaron Jersón y el resto de la orilla derecha del Óblast homónimo.

## Enfrentamientos en Kimburn
El 14 de septiembre, Ucrania intentó su primer desembarco anfibio, que no tuvo éxito. Al día siguiente del intento de aterrizaje, el subjefe de la Administración Militar y Civil de Jersón, Kirill Stremousov, afirmó que más de 120 militares ucranianos habían muerto en el ataque. El desembarco nunca fue reconocido por Ucrania, lo que llevó a diferentes relatos de diferentes fuentes que detallan el ataque.
El 13 de noviembre, las tropas ucranianas en Ochákov intentaron desembarcar en Pokrovske después de realizar incursiones limitadas y desembarcos de pequeñas embarcaciones en los días anteriores. Después de una breve batalla con las fuerzas rusas, el grupo de desembarco fue destruido y el desembarco fracasó.
El 14 de noviembre, las fuerzas rusas lanzaron misiles antiaéreos en Ochákov en un intento de interrumpir el control de fuego ucraniano y retrasar futuros intentos de aterrizaje.
El 16 de noviembre, el Comando Operativo Sur de Ucrania informó que sus fuerzas habían llevado a cabo más de 50 ataques alrededor del asador para interrumpir los bombardeos rusos y la guerra electrónica que se originaba en el área. Según los informes, los ataques mataron a 17 soldados rusos y dañaron 18 equipos militares.
Los días 18 y 19 de noviembre, continuaron los ataques ucranianos en el asador, apuntando con éxito a concentraciones de fuerzas y equipos rusos.
El 22 de diciembre, Volodímir Saldo y otra fuente rusa afirmaron que las fuerzas ucranianas bombardeaban regularmente el asador con artillería de largo alcance y que, como resultado, habían destruido un edificio portuario ruso allí, pero que los repetidos intentos de desembarcar en el cabo seguían siendo repelidos por fuerzas rusas.
El 6 de enero de 2023, un milblogger ruso afirmó que las actividades de reconocimiento ucranianas aún continuaban en el cabo, lo que fue respaldado por una declaración de seguimiento hecha por Nataliya Gumenyuk dos días después.

## Incursión limitada
El 3 de diciembre de 2022, las fuerzas ucranianas realizaron una incursión limitada en la orilla este. Soldados de la unidad de inteligencia aérea Carlson izaron una bandera ucraniana en una torre de grúa portuaria y liberaron el territorio circundante.

## Isla Ostriv Velykyi Potomkin
Tras la invasión rusa de Ucrania en 2022, la isla Ostriv Velykyi Potomkin quedó bajo la ocupación rusa en el período inicial del conflicto como resultado de la campaña de Ucrania meridional. Durante la contraofensiva, la isla fue liberada.
El 3 de diciembre Ucrania anunció la evacuación de los ciudadanos de la isla debido a los bombardeos rusos, aunque debido a las condiciones meteorológicas esto no se materializó.
El 9 de diciembre, algunos funcionarios ucranianos y algunas fuentes rusas no oficiales afirmaron que la 80.ª Brigada Ártica de Fusileros Motorizados, el 25.º Regimiento Spetsnaz y la 4.ª Reserva del Ejército de Combate Especial BARS habían vuelto a ocupar la isla tras una exitosa operación anfibia.
Sin embargo, esto fue cuestionado por Serhii Khlan, asesor del gobernador de Jersón, quien afirmó que Rusia no tenía presencia en la isla. Contradiciendo a Khlan, el Estado Mayor de las Fuerzas Armadas de Ucrania afirmó el 15 de diciembre que Rusia había comenzado a deportar por la fuerza a civiles de Ostriv Velykyi Potomkin, afirmando que las fuerzas rusas controlaban la isla.
El 2 de enero de 2023, fuentes ucranianas, incluido el miembro de la Rada Suprema Oleksii Honcharenko, afirmaron que parte o la totalidad de la isla había sido recuperada por Ucrania, y pronto apareció un video en línea que mostraba a las fuerzas ucranianas presentes en su parte noreste.
Esta noticia fue cuestionada por fuentes rusas y no fue confirmada oficialmente por el gobierno ucraniano, y Serhii Khlan dijo que tal información existía pero no podía ser confirmada. Se publicaron imágenes que mostraban a las fuerzas rusas operando en partes cercanas del delta del río, y un bloguero militar ruso afirmó que la isla seguía en disputa.

## Redada de enero de 2023
A lo largo del 23 y 24 de enero, las fuerzas ucranianas desembarcaron en la margen izquierda del río Dniéper cerca de Nueva Kajovka durante una incursión nocturna. El ISW declaró que la redada "indica que las fuerzas rusas pueden no tener el control total sobre toda la costa este del río Dniéper".

## Isla Nestryha
El 28 de abril de 2024, Oleksandr Syrskyi informó que las fuerzas ucranianas habían capturado la isla Nestryha en la desembocadura del Dniéper y habían avanzado cerca de la aldea de Veletenske  en el asentamiento hromada de Bilozerka. Dmytro Pletenchuk, portavoz del Comando Operacional Sur, afirmó que la liberación de la isla facilitaría los esfuerzos de contrasabotaje. El control de la isla permitiría a Ucrania controlar mejor las vías fluviales que utilizan tanto las fuerzas ucranianas como las rusas, y se esperaban que aliviara la presión sobre Krynky. Pletenchuk declaró que se crearía una base de mortero avanzada en la isla para controlar el fuego sobre el resto de la desembocadura del Dniéper.

## Rerencias
1. 1 2 3 4  Beaumont, Peter; Harding, Luke; Sauer, Pjotr; Koshiw, Isobel (11 de noviembre de 2022). «Ukraine troops enter centre of Kherson as Russians retreat in chaos». the Guardian. Consultado el 12 de noviembre de 2022.
2. ↑  Krever, Mick; Chernova, Anna; Rebane, Teele; Mezzofiore, Gianluca; Lister, Tim; Tanno, Sophie (11 de noviembre de 2022). «Ukrainian troops sweep into key city of Kherson after Russian forces retreat, dealing blow to Putin». CNN (en inglés). Consultado el 11 de noviembre de 2022.
3. 1 2 3  Stepanenko, Kateryna; Lawlor, Katherine; Mappes, Grace; Barros, George; Kagan, Frederick W. (15 de septiembre de 2022). «Russian Offensive Campaign Assessment, September 15». understandingwar.org. Institute for the Study of War. Consultado el 24 de noviembre de 2022.
4. ↑  Roscoe, Matthew (15 de septiembre de 2022). «Kherson deputy head warns Ukraine Kinburn Spit is impenetrable as counteroffensive continues». euroweeklynews.com. EuroWeekly News. Consultado el 24 de noviembre de 2022.
5. ↑  Belam, Martin; Ho, Vivian (15 de septiembre de 2022). «Russia-Ukraine war latest news: what we know on day 204 of the invasion». theguardian.com. The Guardian. Consultado el 24 de noviembre de 2022. «Kirill Stremousov […] claimed that about 120 Ukrainian soldiers were killed while trying to enter Kherson region in the south of Ukraine via the Kinburn Spit.»
6. 1 2 3  Stepanenko, Kateryna; Hird, Karolina; Philipson, Layne; Howard, Angela; Klepanchuk, Yekaterina; Williams, Madison; Kagan, Frederick W. (14 de noviembre de 2022). «Russian Offensive Campaign Assessment, November 14». understandingwar.org. Institute for the Study of War. Consultado el 19 de noviembre de 2022.
7. ↑  Axe, David (15 de noviembre de 2022). «The Zaporizhzhia Left Hook: How The Ukrainian Army Could Get Behind The Dnieper River And Roll Up Thousands Of Russian Troops». forbes.com. Forbes. Consultado el 17 de noviembre de 2022. «The Ukrainians' southern push mostly has paused on the Dnipro's right bank, although there are signs that Ukrainian special operations forces have used small boats to cross the mouth of the Dnipro and reconnoiter the Kinburn Spit».
8. ↑  «Latest Developments in Ukraine: Nov. 16». voanews.com. Voice of America. 16 de noviembre de 2022. Consultado el 19 de noviembre de 2022. «Ukrainian forces carried out more than 50 strikes around the Kinburn Spit, in Mykolaiv province, which is currently under the control of the Russian army. The spit is said to be a key site for Russian electronic warfare and of strategic importance for coordinating Russian shelling of the right bank of the Dnieper River and southern Ukraine.»
9. ↑  «Ukrainian rocket and artillery units attacked Kinburn Spit, Nova Kakhovka, Oleshky in occupied south – OpCommand South». euromaidanpress.com. Euromaidan Press. 16 de noviembre de 2022. Consultado el 21 de noviembre de 2022.
10. ↑  «Ukrainian forces open fire on invaders on left bank of Dnipro River, near Kinburn Spit». ukrinform.net. Ukrinform. 16 de noviembre de 2022. Consultado el 19 de noviembre de 2022. «In total, the military completed more than 50 fire missions., [sic] killing 17 Russian occupiers, destroying and damaged 15 armored vehicles, two self-propelled artillery pieces and an Orlan-10 reconnaissance unmanned aerial vehicle.»
11. ↑  Kuczyński, Grzegorz (23 de noviembre de 2022). «Ukraine Launches Assault On The Strategic Kinburn Peninsula». warsawinstitute.org. Warsaw Institute. Consultado el 26 de noviembre de 2022.
12. ↑  Lewis, Kaitlin (18 de noviembre de 2022). «Ukraine Destroys Russian 'Base Point' at Kinburn Spit: Report». newsweek.com. Newsweek. Consultado el 26 de noviembre de 2022. «Ukraine's military reported that its attack "demilitarized seven Russians and two auto armor units," adding that the "base point" had been "destroyed."».
13. ↑  Stepanenko, Kateryna; Bailey, Riley; Barros, George; Williams, Madison; Kagan, Frederick W. (24 de diciembre de 2022). «Russian Offensive Campaign Assessment, December 24». understandingwar.org. Institute for the Study of War. Consultado el 29 de diciembre de 2022.
14. ↑  Hird, Karolina; Bailey, Riley; Philipson, Layne; Barros, George; Kagan, Frederick W. (6 de enero de 2023). «Russian Offensive Campaign Assessment, January 6, 2023». understandingwar.org. Institute for the Study of War. Consultado el 11 de enero de 2023. «A Russian milblogger claimed that Ukrainian forces are currently conducting reconnaissance activities in the area of the Kinburn Spit.»
15. ↑  «LIVE: Day 319 of Russian aggression against Ukraine». tvpworld.com. Telewizja Polska. 8 de enero de 2023. Archivado desde el original el 13 de enero de 2023. Consultado el 11 de enero de 2023. «According to Ukrainian military spokesperson Natalia Humeniuk, the section of the Kinburn peninsula between the Dnipro-Buzka estuary and the Black Sea, is currently "the demarcation line, the front line, where the battles are going on."».
16. ↑  «Neither side has full control of Mykolaiv's Kinburn Spit and Kherson's islands – Operational Command South». euromaidanpress.com. Euromaidan Press. 8 de enero de 2023. Consultado el 11 de enero de 2023. «neither side fully controls the Kinburn Spit in Mykolaiv Oblast, and the islands next to Kherson in Ukraine's south, according to Nataliia Humeniuk, the spokeswoman of Ukraine's Operational Command South».
17. ↑  Harding, Thomas. «Ukraine troops raise flag on east bank of Dnipro river». thenationalnews.com. N World. Consultado el 27 de enero de 2023.
18. ↑  «Ukrainian flag raised on left-bank part of Kherson region». ukrinform.net. Ukrinform. Consultado el 27 de enero de 2023.
19. ↑  «Fighters Raise First Ukrainian Flag on the Left Bank of Reclaimed Kherson». uk.news.yahoo.com. Yahoo! News. Consultado el 27 de enero de 2023.
20. ↑  Bailey, Riley; Barros, George; Hird, Karolina; Carl, Nicholas; Kagan, Frederick. «RUSSIAN OFFENSIVE CAMPAIGN ASSESSMENT, DECEMBER 3». understandingwar.org. Institute for Study of War. Consultado el 27 de enero de 2023.
21. ↑  Rohalska, Nadiia (9 de diciembre de 2022). «Окупанти готують десантну операцію на Дніпрі: засіли на острові під Херсоном, – Машовець» [The occupiers are preparing an amphibious operation on the Dnieper: they landed on an island near Kherson, - Mashovets]. StopCor (en ucraniano). Consultado el 17 de diciembre de 2022.
22. ↑  «Snipers and Icy Water: Ukrainians Risk Dnipro River Crossings». Voice of America (en inglés). 7 de diciembre de 2022. Consultado el 16 de diciembre de 2022.
23. ↑  «Россияне пытаются окружить Бахмут с севера и юга и продвигаются под Херсоном - военный эксперт» [The Russians are trying to surround Bakhmut from the north and south and are advancing near Kherson - military expert]. Strana.ua (en ruso). 9 de diciembre de 2022. Consultado el 17 de diciembre de 2022.
24. ↑  «Arestovich: about the situation on the front line». Odessa Journal (en inglés estadounidense). 8 de diciembre de 2022. Consultado el 17 de diciembre de 2022.
25. ↑  Burdeina, Olena (13 de diciembre de 2022). «Потьомкінський острів під Херсоном: висадки російської ДРГ не було, - Хлань» [Potemkin Island near Kherson: there was no landing of a Russian DRG, - Khlan]. StopCor (en ucraniano). Consultado el 17 de diciembre de 2022.
26. ↑  «Invaders Plant Landmines at the River Banks in Kherson Region and Attempt to Connect ZNPP to Russian Energy System - General Staff». TSN.ua (en inglés). 15 de diciembre de 2022. Consultado el 17 de diciembre de 2022.
27. ↑  Rohalska, Nadiia (26 de diciembre de 2022). «Окупанти намагаються переправитись на правий берег з островів під Херсоном: їх зупиняють ЗСУ» [The occupiers are trying to cross to the right bank from the islands near Kherson: they are stopped by the Armed Forces]. StopCor (en ucraniano). Consultado el 28 de diciembre de 2022.
28. ↑  Hird, Karolina; Stepanenko, Kateryna; Bailey, Riley; Mappes, Grace; Layne, Philipson; Klepanchuk, Yekaterina; Kagan, Frederick W. (3 de enero de 2023). «Russian Offensive Campaign Assessment, January 3, 2023». Institute for the Study of War (en inglés). Consultado el 4 de enero de 2023.
29. ↑  «ЗСУ звільнили острів Великий Потьомкінський на Херсонщині – джерела» [The Armed Forces of Ukraine liberated Potemkin Island in the Kherson region - sources]. Ukrainska Pravda (en ucraniano). Consultado el 4 de enero de 2023.
30. ↑  «Ukraine Units Launch Attack Across Dnipro River». theatlasnews.co. The Brief. Consultado el 27 de enero de 2023.
31. ↑  Hird, Karolina; Bailey, Riley; Stepanenko, Kathryn; Philipson, Layne; Mappes, Grace; Kagan, Frederick. «RUSSIAN OFFENSIVE CAMPAIGN ASSESSMENT, JANUARY 25, 2023». understandingwar.org. Institute for Study of War. Consultado el 27 de enero de 2023.
32. ↑  «Campaña dnieper».
33. ↑  «Contrasabotaje».
34. ↑  «Krynky».
35. ↑  «Dnieper».

- Datos: Q116608868